# Копачниця
Копачниця (словен. Kopačnica) — поселення в общині Гореня вас-Поляне, Горенський регіон, Словенія. Висота над рівнем моря: 525,5 м.